# Pterostichus kotzebuei
Pterostichus kotzebuei är en skalbaggsart som beskrevs av Ball. Pterostichus kotzebuei ingår i släktet Pterostichus och familjen jordlöpare. Inga underarter finns listade i Catalogue of Life.